# 1326 en santé et médecine
| Années de la santé et de la médecine : 1323 - 1324 - 1325 - 1326 - 1327 - 1328 - 1329    |
| Décennies de la santé et de la médecine : 1290 - 1300 - 1310 - 1320 - 1330 - 1340 - 1350 |

Cet article présente les faits marquants de l'année 1326 en santé et médecine.

## Événements
- 28 août : La « miresse » Sarah de Saint-Gilles, signe à Marseille un contrat d'apprentissage où elle s'engage envers Salvet de Burgonor, étudiant originaire de Salon-de-Provence, à lui enseigner pendant sept mois l'art de la médecine (« artem medicine et phisice[1] »).
- Construction de l'hôpital Saint-Jacques de Nîmes, qui sera uni à l'hôtel-Dieu au XVe siècle et remplacé par l'hôtellerie de la Coquille[2].
- Fondation à Louvain, en Brabant, d'un hospice « exclusivement destiné à la séquestration des femmes aliénées » et qui sera confié en 1438 aux sœurs  de Nazareth[3].
- À la maladrerie de la Bajasse, fondée vers 1150 au Puy en Velay par Odilon de Chambon, « le précepteur [i.e. l'administrateur], le frère infirmier, les oblats et les lépreux eux-mêmes »  se placent sous l'autorité du prieur des chanoines réguliers de saint Augustin[4].
- À l'occasion de « la réorganisation de la maladrerie d'Épernay, ses biens passent sous le contrôle de l'abbaye [Saint-Martin], à charge pour elle de fournir aux nouveaux malades [indigents] le lit garni, le linge et la vaisselle[5] ».
- Mention de la plus ancienne pharmacie de Kotor, en Serbie[6].
- Le concile d'Avignon confirme les décrets du concile de Toulouse (1229) et du synode de Béziers (1246), qui interdisent aux Chrétiens de se faire soigner par un médecin juif[7], décrets qui seront encore renouvelés en 1337[8].
- 1325-1326 : fondation à Paris par Louis de Bourbon, comte de Clermont, de l'hôpital du Saint-Sépulcre[9] « pour l'accueil des pèlerins revenus de Terre Sainte et pour servir de lieu de réunion à l'archiconfrérie du Saint-Sépulcre[10] », mais dont l'abbé Desfontaines écrit qu'« on prétend qu'il ne fut ni doté ni bâti[11] ».

## Décès
- Mondino de Liuzzi (né vers 1270), médecin italien, auteur d'une Anathomia achevée en 1316, où il affirme avoir disséqué le cadavre de deux femmes, en janvier et mars 1315.